# Хуши, Абба
Абба Хуши (ивр. אבא חושי‎; при рождении Абба Шнеллер; 1898, Турка, Цислейтания — 24 марта 1969, Израиль) — израильский общественный и политический деятель, депутат кнессета 1-го созыва от партии МАПАЙ, мэр Хайфы в 1951—1969 годах.

## Биография
Родился в 1898 году в городе Турка, Австро-Венгрия (ныне Украина), в семье Александра Шнеллера и его жены Либы. С юности принимал участие в сионистском движении, был одним из основателей движения «ха-Шомер ха-цаир» в Галиции.
В 1920 году репатриировался в Османскую Палестину, где работал на прокладке дорог, осущении болот в Нахалале и в восточной части Изреельской долины, был одним из основателей кибуца Бейт-Альфа. Участвовал в первой конференции Гистадрута, а позже был избран членом исполнительного комитета Гистадрута. С 1927 года жил в Хайфе. После начала строительство порта Хайфы отправился в Салоники, откуда привез около 500 репатриантов-рабочих. Был членом партии «Ахдут ха-Авода», а позже присоединился к МАПАЙ. В 1931—1951 годах был секретарем рабочего совета Хайфы, участвовал в создании еврейской подпольной военной организации «Хагана» в Хайфе. В начале 1948 года посетил США в качестве главы делегации Гистадрута.
В 1949 году был избран депутатом кнессета 1-го созыва от партии МАПАЙ, работал в комиссии по внутренним делам, финансовой комиссии и комиссии по экономике. 12 февраля 1951 года подал в отставку с поста депутата кнессета, чтобы сосредоточиться на работе в мэрии Хайфы, его место в кнессете получил Барух Озния. 14 января 1951 года избран мэром Хайфы, оставался на этом посту до своей смерти в 1969 году. Был инициатором создания Хайфского университета, театра Хайфы, подземного фуникулёра «Кармелит».
Умер 24 марта 1969 года. В похоронах Хуши участвовал президент Израиля Залман Шазар, премьер-министр Голда Меир, министр обороны Моше Даян, первый премьер-министр Израиля Давид Бен-Гурион и другие известные люди.
Хуши сыграл важную роль в развитии Хайфы, способствовал установлению атмосферы между арабами, евреями и друзами.